# Моравска-Тршебова
Моравска-Тршебова (чеш. Moravská Třebová, бывш. нем. Mährisch Trübau) — город в Чехии.
Площадь города составляет 4 220 га. Численность населения — 11 414 человек (на 2003 год). Административно город разделён на 5 районов.

## География
Город Моравска-Тршебова находится на северо-востоке Чехии, в районе Свитави Пардубицкого края, в регионе Моравия. Город лежит на берегу реки Тршебувка.

## История
Моравска-Тршебова со времён Средневековья и до середины XX века входил в историческую область Гржебечко (Schönhengstgau) в Моравии, являвшуюся крупнейшим районом расселения немцев в этом регионе. В 1938 году город, согласно Мюнхенскому соглашению, был передан Германии. В 1945 году он был возвращён в состав Чехословакии. После разделения последней город входит в состав Чехии.
В 1945—1946 годах немецкое население города, составлявшее тогда большинство жителей, было репатриировано в ФРГ. С 1850 года по 1960 год Моравска-Тршебова была центром одноимённого района.

## Население
| Год  | Численность | Численность |
| ---- | ----------- | ----------- |
| 1869 | 7660        | [ 4 ]       |
| 1880 | 6056        | [ 5 ]       |
| 1890 | 10 321      | [ 4 ]       |
| 1900 | 10 654      | [ 4 ]       |
| 1910 | 10 308      | [ 4 ]       |
| 1921 | 9149        | [ 4 ]       |
| 1930 | 10 732      | [ 4 ]       |
| 1950 | 7956        | [ 4 ]       |
| 1961 | 9199        | [ 4 ]       |
| 1970 | 9892        | [ 4 ]       |
| 1980 | 10 966      | [ 4 ]       |
| 1991 | 11 668      | [ 4 ]       |
| 2001 | 11 586      | [ 4 ]       |
| 2014 | 10 413      | [ 6 ]       |
| 2016 | 10 267      | [ 7 ]       |
| 2017 | 10 224      | [ 8 ]       |
| 2018 | 10 111      | [ 9 ]       |
| 2019 | 10 070      | [ 10 ]      |
| 2020 | 9948        | [ 11 ]      |
| 2021 | 9795        | [ 12 ]      |
| 2022 | 9656        | [ 13 ]      |
| 2023 | 9685        | [ 14 ]      |
| 2024 | 9715        | [ 2 ]       |

## Города-партнёры
- Банска Штьявница
- Штауфенберг
- Влардинген